# Багарякское сельское поселение
Багаря́кское се́льское поселе́ние — муниципальное образование в Каслинском районе Челябинской области Российской Федерации. В рамках административно-территориального устройства муниципальное образование  соответствует административно-территориальной единице Багарякский сельсовет.
Административный центр — село Багаряк.

## История
Статус и границы сельского поселения установлены Законом Челябинской области от 16 ноября 2004 года № 312-ЗО «О статусе и границах Каслинского муниципального района, городских и сельских поселений в его составе».

## Население
| 2002  | 2010  | 2011  | 2012  | 2013  | 2014  | 2015  |
| ----- | ----- | ----- | ----- | ----- | ----- | ----- |
| 2596  | ↘1851 | ↘1844 | ↘1800 | ↘1762 | ↘1745 | ↘1703 |
| 2016  | 2017  | 2018  | 2019  | 2020  | 2021  |       |
| ↘1693 | ↘1678 | ↘1639 | ↘1592 | ↘1573 | ↗1660 |       |

## Состав сельского поселения
| №  | Населённый пункт | Тип населённого пункта       | Население |
| -- | ---------------- | ---------------------------- | --------- |
| 1  | Багаряк          | село, административный центр | ↘1423     |
| 2  | Гаево            | село                         | ↘22       |
| 3  | Жуково           | деревня                      | ↘1        |
| 4  | Зотино           | село                         | ↘47       |
| 5  | Кабанское        | село                         | ↘33       |
| 6  | Клепалово        | село                         | ↘89       |
| 7  | Колпакова        | деревня                      | ↘29       |
| 8  | Москвина         | деревня                      | ↘1        |
| 9  | Полднево         | село                         | ↘176      |
| 10 | Черноозёрская    | деревня                      | ↘0        |
| 11 | Шаблиш           | село                         | ↘30       |